# (200265) 1999 XQ54
(200265) 1999 XQ54 es un asteroide perteneciente al cinturón de asteroides, descubierto el 7 de diciembre de 1999 por el equipo del Lincoln Near-Earth Asteroid Research desde el Laboratorio Lincoln, Socorro, Nuevo México, Estados Unidos.

## Designación y nombre
Designado provisionalmente como 1999 XQ54.

## Características orbitales
1999 XQ54 está situado a una distancia media del Sol de 2,735 ua, pudiendo alejarse hasta 3,109 ua y acercarse hasta 2,360 ua. Su excentricidad es 0,136 y la inclinación orbital 4,095 grados. Emplea 1652,12 días en completar una órbita alrededor del Sol.

## Características físicas
La magnitud absoluta de 1999 XQ54 es 16,4.